# Marco Antônio Gonçalves da Silva
Marco Antônio Gonçalves da Silva (7 de novembro de 1825 - 25 de agosto de 1878) foi um militar brasileiro.
Filho de Bento Gonçalves e de Caetana Joana Francisca Garcia, foi o único dos filhos de Bento que não serviu na Guerra dos Farrapos, mas em 1848 entrou para o exército como alferes e serviu na mesma companhia de seu irmão Leão Gonçalves da Silva.
Foi casado com Deolinda Rodrigues de Almeida, com quem não teve filhos. Foi estancieiro e tentou a vida pública.